# Puya roldanii
Puya roldanii es una especie de bromelia endémica de Antioquia, municipios: Belmira, Santa Rosa de Osos, donde se encuentra en el bosque pluvial montano (bp-M) a una altitud de 2500-3000, 3000-3500 en los altiplanos de Santa Rosa de Osos, Rionegro y Sonsón.

## Morfología
Puya roldanii es una planta similar a una piñuela, con hojas numerosas rígidas y densas, siempre extendida hacia arriba, superficie lisa por ambas caras y con algo de serosidad, con presencia de espinas laterales y muy fuertes. El soporte de las flores es erecto y sobresalen la planta. Arriba de este están sus flores azules muy visibles. Sus frutos son cápsulas que se abren y sueltan semillas diminutas y numerosas, su tallo central sirve de alimento a algunos animales.
En Antioquia se han encontrado cuatro especies de Puya las cuales pertenecen al subgénero de Puyopsis y sus características morfológicas principales son: hierbas perennes, acaules o corto caulescentes, de porte medio (0.7-2 m), solitarias o cespitosas; hojas arrosetadas y envainadoras; láminas foliares triangulares o casi triangulares, aserradas; inflorescencia escaposa, simple o dos veces dividida, laxiflora o densiflora (en este caso tiene forma cilíndrica o capitada), con indumento formado por pelos simples o estrellados; las brácteas florales son conspicuas, más cortas o más largas que las flores; las flores son perfectas, pediceladas, tímeras e hipoginas; 3 sépalos, libres, más cortos que los pétalos, tomentosos a glabrescentes, verdes a marrón; 3 pétalos, espatulados, libres, ápice obtuso a redondeado, amarillo-pálidos o verde-azules, glabros, sin lígula, extendidos e imbricados durante la antesis y enrollados en espiral después de la antesis; 6 estambres, inclusos, libres, filamentosos, con anteras versátiles; ovario superior o casi superior; estilo rollizo, simple o trífido, con superficie estigmática capitada o espiralada, respectivamente; fruto una cápsula, con los sépalos persistentes, subglobosa, loculicida, glabra; semillas numerosas y aladas.

## Hábitat y distribución
La localidad tipo hace parte de un extenso altiplano en el extremo norte de-la cordillera Central de Colombia, conocido como el Altiplano de Santa Rosa de Osos.
La región corresponde a una zona de transición entre las zonas de vida del bosque muy húmedo montano bajo y del bosque pluvial montano (bmh-MB y bp-M), con precipitación promedio anual entre 2000 y 2800 mm (Espinal 1985).
P. roldanii prospera en sitios expuestos y hasta hace muy poco tiempo utilizados para el pastoreo de ganado vacuno, quien con frecuencia incluye en su dieta las inflorescencias inmaduras de la planta.
Aunque P. roldanii tiene un porte pequeño, el color verde azuloso de sus flores durante la época de floración la hace sobresalir entre la vegetación herbácea del área. Según los registros de herbario disponibles la especie florece entre los meses de abril y julio.

## Taxonomía
Puya roldanii fue descrita por Betancur & Callejas y publicado en Caldasia 19(1–2): 78–81, f. 3. 1997.
Etimología
Ver: Puya
roldanii: epíteto,  dedicada a Francisco Javier Roldán, curador del Herbario de la Universidad de Antioquia (HUA), especialista en Loranthaceae, buen conocedor de la flora antioqueña.